# Кроуфут (гора)
Кроуфут (англ. Crowfoot Mountain) — гора на территории национального парка «Банф» в Альберте, Канада. Вершина получила такое название в 1959 году в честь ледника, который расположен на северо-восточном склоне горы.

## Геология
Как и другие горы в парке Банф, гора Кроуфут состоит из осадочных пород, сложенных в докембрийский — Юрский период. Образованная в мелководных морях, эта осадочная порода была сдвинута на восток, поверх более молодой породы во время Ларамийского орогенеза.

## Климат
Согласно классификации климата Кёппена, Кроуфут расположен в субарктической климатической зоне с холодной, снежной зимой и мягким летом. Температура может опускаться ниже −20 °C при коэффициенте охлаждения ветра ниже −30 °C. Осадки с горы стекают в реку Боу, которая является притоком реки Саскачеван.

## Галерея

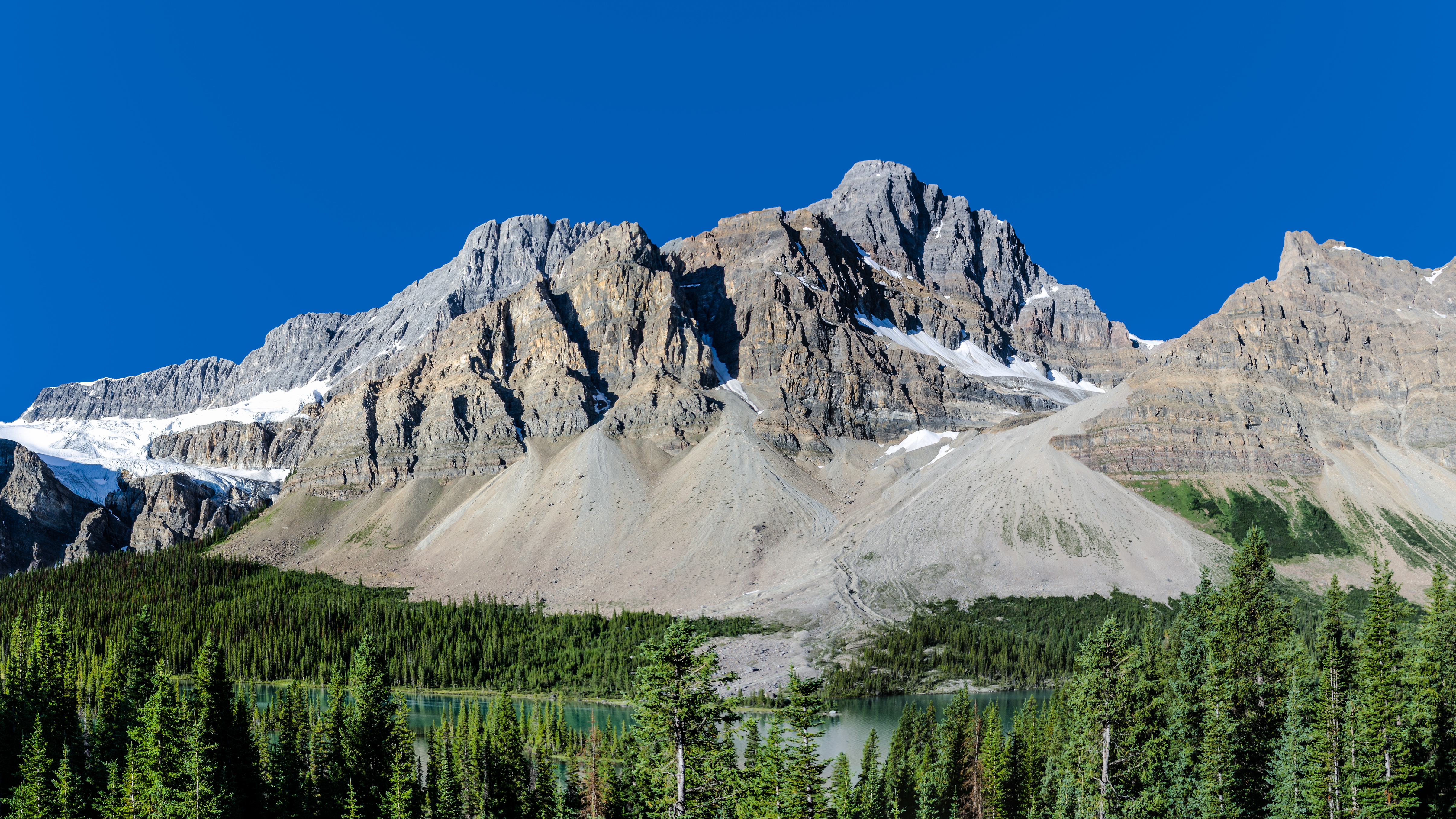
гора Кроуфут рядом с рекой Боу
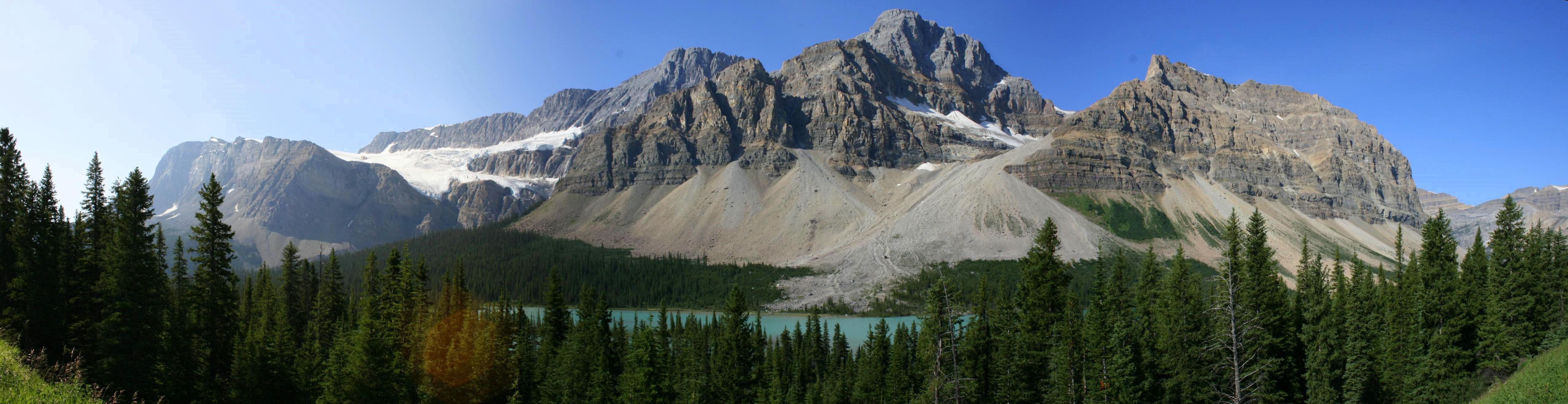
гора по центру, ледник Кроуфут слева
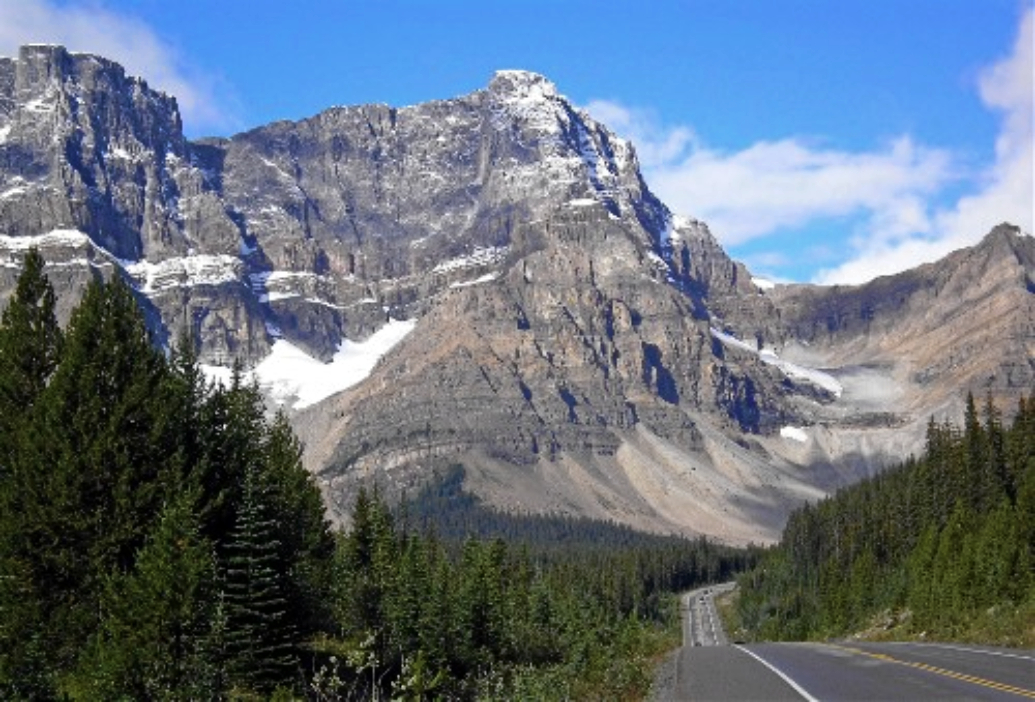
вид с трассы